# Mörrösjön
Mörrösjön är en sjö i Vilhelmina kommun i Lappland och ingår i Ångermanälvens huvudavrinningsområde. Sjön har en area på 0,242 kvadratkilometer och ligger 603,5 meter över havet. Mörrösjön ligger i Marsfjället Natura 2000-område.